# Aïn M'lila
Aïn M'lila  è un comune dell'Algeria, situato nella provincia di Oum el-Bouaghi.